# La Guerche-de-Bretagne
Guerche-de-Bretagne (bret. Gwerc'h-Breizh) – miejscowość i gmina we Francji, w regionie Bretania, w departamencie Ille-et-Vilaine.
Według danych na rok 1990 gminę zamieszkiwały 4123 osoby, a gęstość zaludnienia wynosiła 358 osób/km² (wśród 1269 gmin Bretanii Guerche-de-Bretagne plasuje się na 113. miejscu pod względem liczby ludności, natomiast pod względem powierzchni na miejscu 785.).